# Canoë-kayak aux Jeux olympiques d'été de 2012 - K4 500 mètres femmes
Navigation
Pékin 2008 Rio de Janeiro 2016
L'épreuve féminine du K4 500 mètres des Jeux olympiques d'été 2012 de Londres se déroule au Dorney Lake, du 6 au 8 août 2012.

## Format de la compétition
« Le vainqueur de chaque éliminatoire est directement qualifié pour la finale A et les autres s’affrontent en demi-finales, pendant lesquelles les trois meilleurs bateaux se qualifient pour la finale A et les autres pour la finale B (qui détermine le classement des bateaux de neuf à 16). »

## Programme
Tous les temps correspondent à l'UTC+1
| Date                 | Horaire         | Manche              |
| -------------------- | --------------- | ------------------- |
| Lundi 6 août 2012    | 10 h 39 11 h 51 | Séries Demi-finales |
| Mercredi 8 août 2012 | 10 h 44         | Finale              |

## Résultats

### Séries
Le premier bateau de chaque série et le meilleur deuxième se qualifient pour la finale. Les autres bateaux, à l'exception du dernier temps vont en demi-finales.

#### Série 1
| Rang | Athlète                                                          | Pays            | Temps          | Notes |
| ---- | ---------------------------------------------------------------- | --------------- | -------------- | ----- |
| 1    | Gabriella Szabó Danuta Kozák Katalin Kovács Kristina Fazekas     | Hongrie         | 1 min 35 s 769 | Q     |
| 2    | Jessica Walker Rachel Cawthorn Angela Hannah Louisa Sawers       | Grande-Bretagne | 1 min 37 s 355 |       |
| 3    | Marie Delattre-Demory Joanne Mayer Sarah Guyot Gabrielle Tuleu   | France          | 1 min 40 s 022 |       |
| 4    | Yu Lamei Li Zhangli Ren Wenjun Liu Haiping                       | Chine           | 1 min 40 s 661 |       |
| 5    | Antonia Horvat-Panda Antonija Nađ Renata Major-Kubik Marta Tibor | Serbie          | 1 min 40 s 756 |       |
| 6    | Rach Lovell Hannah Davis Jo Brigden-Jones Lyndsie Fogarty        | Australie       | 1 min 41 s 794 |       |

#### Série 2
| Rang | Athlète                                                              | Pays        | Temps          | Notes |
| ---- | -------------------------------------------------------------------- | ----------- | -------------- | ----- |
| 1    | Carolin Leonhardt Franziska Weber Katrin Wagner-Augustin Tina Dietze | Allemagne   | 1 min 31 s 633 | Q     |
| 2    | Teresa Portela Joana Vasconcelos Beatriz Gomes Helena Rodrigues      | Portugal    | 1 min 32 s 785 | Q     |
| 3    | Iryna Pamialova Nadzeya Papok Volha Khudzenka Maryna Pautaran        | Biélorussie | 1 min 33 s 676 |       |
| 4    | Yuliana Salakhova Vera Sobetova Natalia Podolskaya Yulia Kachalova   | Russie      | 1 min 33 s 680 |       |
| 5    | Marta Walczykiewicz Aneta Konieczna Karolina Naja Beata Mikołajczyk  | Pologne     | 1 min 35 s 843 |       |

### Demi-finales
Les cinq meilleurs bateaux se qualifient pour la finale.
| Rang | Athlète                                                             | Pays            | Temps          | Notes |
| ---- | ------------------------------------------------------------------- | --------------- | -------------- | ----- |
| 1    | Marta Walczykiewicz Aneta Konieczna Karolina Naja Beata Mikołajczyk | Pologne         | 1 min 30 s 338 | Q     |
| 2    | Iryna Pamialova Nadzeya Papok Volha Khudzenka Maryna Pautaran       | Biélorussie     | 1 min 30 s 883 | Q     |
| 3    | Yuliana Salakhova Vera Sobetova Natalia Podolskaya Yulia Kachalova  | Russie          | 1 min 31 s 824 | Q     |
| 4    | Jessica Walker Rachel Cawthorn Angela Hannah Louisa Sawers          | Grande-Bretagne | 1 min 32 s 550 | Q     |
| 5    | Marie Delattre-Demory Joanne Mayer Sarah Guyot Gabrielle Tuleu      | France          | 1 min 33 s 303 | Q     |
| 6    | Rach Lovell Hannah Davis Jo Brigden-Jones Lyndsie Fogarty           | Australie       | 1 min 33 s 671 |       |
| 7    | Antonia Horvat-Panda Antonija Nađ Renata Major-Kubik Marta Tibor    | Serbie          | 1 min 33 s 823 |       |
| 8    | Yu Lamei Li Zhangli Ren Wenjun Liu Haiping                          | Chine           | 1 min 34 s 004 |       |

### Finale
| Rang                                | Athlètes                                                             | Pays            | Temps          | Notes |
| ----------------------------------- | -------------------------------------------------------------------- | --------------- | -------------- | ----- |
| Médaille d'or, Jeux olympiques      | Gabriella Szabó Danuta Kozák Katalin Kovács Kristina Fazekas         | Hongrie         | 1 min 30 s 827 |       |
| Médaille d'argent, Jeux olympiques  | Carolin Leonhardt Franziska Weber Katrin Wagner-Augustin Tina Dietze | Allemagne       | 1 min 31 s 298 |       |
| Médaille de bronze, Jeux olympiques | Iryna Pamialova Nadzeya Papok Volha Khudzenka Maryna Pautaran        | Biélorussie     | 1 min 31 s 400 |       |
| 4                                   | Marta Walczykiewicz Aneta Konieczna Karolina Naja Beata Mikołajczyk  | Pologne         | 1 min 31 s 607 |       |
| 5                                   | Jessica Walker Rachel Cawthorn Angela Hannah Louisa Sawers           | Grande-Bretagne | 1 min 33 s 055 |       |
| 6                                   | Teresa Portela Joana Vasconcelos Beatriz Gomes Helena Rodrigues      | Portugal        | 1 min 33 s 453 |       |
| 7                                   | Yuliana Salakhova Vera Sobetova Natalia Podolskaya Yulia Kachalova   | Russie          | 1 min 33 s 459 |       |
| 8                                   | Marie Delattre-Demory Joanne Mayer Sarah Guyot Gabrielle Tuleu       | France          | 1 min 35 s 299 |       |

## Sources
- Le site officiel du Comité international olympique
- Site officiel de Londres 2012